# 楊三公
楊三公（？—？）是第四任播州土司，其活躍年代位於五代時期。
楊三公是楊部射之子。本名楊清，號三公。楊三公跟隨楊部射討伐羅閩部族，楊部射中伏陣亡，楊三公抱父屍不去，被羅閩羅閩擒獲，後被囚禁半年。阿永蠻酋長黑定認為殺害父親再囚禁兒子是不妥的，勸羅閩部族將其釋放，但羅閩部族不答。黑定很氣憤，乘夜以一隻牦馬偷偷地載著楊三公而歸，並發兵納三公於界上。公遣卫兵檄召谢巡检，谢帅夷獠逆之。將要渡過綦江的時候，夷獠忽怀异志，引舟岸北呼谢曰：“为我语若主，当免我苛赋，否则我不以舟济。”三公怒，瞋目视舟，嘘者三，舟奔面前，三公遂涉，夷獠争持牛釃酒为谢。三公剪帛系獠颈吸水喷之，帛成蛇形，獠伏地哀祈，誓输赋，不敢反，三公复喷之，帛如初。
楊三公有二子，長子楊寶、次子楊實。楊寶自認為才能不如楊實，遂讓位給楊實。